# Sumanya Purisai
Sumanya Purisai (Thai: สุมัญญา ปุริสาย; * 5. Dezember 1986 in Roi Et), auch als Tuck (Thai: ตั๊ก) bekannt, ist ein ehemaligher thailändischer Fußballspieler und heutiger Trainer.

## Karriere

### Spieler

#### Verein
Das Fußballspielen erlernte Sumanya Purisai auf der Roi Et Wittayalai School, Sisaket Sports School und der Sripatum-Universität. 2009 unterschrieb er seinen ersten Vertrag beim Osotspa-Saraburi FC, einem Verein der damals in der Thai Premier League, der höchsten Liga Thailands spielte. Über Buriram FC und Buriram United führte sein Weg nach Chainat zum Erstligisten Chainat Hornbill FC. 2015 wechselte er nach Hauptstadt zum dort ansässigen Bangkok United. Während seiner Zeit dort wurde er 2015 zum Ligakonkurrenten Suphanburi FC ausgeliehen. Seit 2019 stand er beim Erstligisten Port FC unter Vertrag. Im gleichen Jahr erreichte er mit Port das Finale des FA Cup, welches man mit 1:0 gegen den Erstligisten Ratchaburi Mitr Phol aus Ratchaburi gewann. 2020 wechselte er zum Erstligaaufsteiger BG Pathum United FC aus Pathum Thani. Nach einer überragenden Saison 2020/21 wurde BG mit 14 Punkten Vorsprung thailändischer Fußballmeister und er persönlich Fußballer des Jahres. Am 1. September 2021 gewann er mit dem Verein den Thailand Champions Cup. Das Spiel gegen den FA-Cup-Gewinner Chiangrai United im 700th Anniversary Stadium in Chiangmai gewann man mit 1:0. Für BG bestritt er 45 Erstligaspiele. Nach Ende der Saison 2021/22 wurde sein Vertrag nicht verlängert. Am 12. Juli 2022 nahm ihn der ebenfalls in der ersten Liga spielende Chonburi FC unter Vertrag. Für den Erstligisten aus Chonburi stand er 21-mal in der Liga auf dem Spielfeld. Nach der Saison 2022/23 wurde sein Vertrag nicht verlängert. Im Juni 2023 nahm ihn der Erstligaaufsteiger Uthai Thani FC aus Uthai Thani unter Vertrag. Nach 19 Ligaspielen beendete er im Sommer 2025 seine Karriere als Fußballspieler.

#### Nationalmannschaft
2009 lief Sumanya Purisai zweimal für die thailändische U-23-Nationalmannschaft auf. Sein Debüt in der A-Nationalmannschaft gab er am 18. Januar 2012 in einem Freundschaftsspiel gegen Norwegen. 2018 kam er dreimal bei der Südostasienmeisterschaft zum Einsatz. Hier erreichte er mit dem Team das Halbfinale. Im Dezember 2022/Januar 2023 kam er fünfmal der Südostasienmeisterschaft zum Einsatz. Hier konnte man sich in den beiden Endspielen gegen Vietnam mit insgesamt 3:2 durchsetzen. Bis dahin hatte er 28 Spiele für die A-Nationalmannschaft absolviert und dabei einen Treffer erzielt.

### Trainer
Nachdem er seine Karriere als Fußballspieler im Mai 2025 beendet hatte, übernahm er im Juni 2025 das Amt des Co-Trainers bei seinem ehemaligen Verein Uthai Thani FC.

## Erfolge

### Verein
Port FC
- Thailändischer Pokalsieger: 2019

BG Pathum United FC
- Thailändischer Meister: 2020/21
- Thailändischer Vizemeister: 2021/22
- Thailändischer Champions Cupsieger: 2021

### Nationalmannschaft
Thailand
- Südostasienmeisterschaft: 2022

## Auszeichnungen
- Thailändischer Fußballer des Jahres: 2021

Thai League
- Best XI: 2020/21